# Lillian de la Torre
Pour les articles homonymes, voir Torre.
Lillian de la Torre, née le 15 mars 1902 à Manhattan, dans la ville de New York, aux États-Unis, et morte le 13 septembre 1993 à Colorado Springs, dans le Colorado, est une femme de lettres américaine, auteure de roman policier historique.

## Biographie
Elle fait des études à White Plains, à New Rochelle, à l'université Columbia et au Radcliffe College où elle obtient un diplôme en 1933. Sa passion pour l'histoire et la littérature policière, elle « figure parmi les pionnières du roman policier historique ».
En 1945, elle publie son premier roman, Elizabeth Is Missing qui s'inspire d'une affaire criminelle anglaise en 1753. 
Elle est principalement connue pour les trente nouvelles consacrées au docteur Sam Johnson, un lexicographe et détective privé anglais des années 1770, toujours accompagné de son fidèle ami Sam Boswell, narrateur des récits. La première nouvelle paraît en novembre 1943 dans Ellery Queen's Mystery Magazine. Ces nouvelles sont des pastiches présentés comme des manuscrits retrouvés dans les archives de Boswell. Elles sont regroupées dans quatre recueils à partir de 1946. « Malgré la qualité de ces nouvelles, une seule a été traduite en français », L'Aventure du couronnement (Coronation Story, 1953).

## Œuvre

### Romans
- Elizabeth Is Missing (1945)
- The Heir of Douglas (1952)
- The Truth about Belle Gunness (1955)

### Recueils de nouvelles

#### SérieSam Johnson
- Dr. Sam Johnson, Detector (1946)
- The Detections of Dr. Sam Johnson (1960)
- The Return of Dr. Sam Johnson, Detector (1984)
- The Exploits of Dr. Sam Johnson, Detector (1987)

### Nouvelles

#### SérieSam Johnson
- Dr. Sam: Johnson, Detector (1943)
- The First Locked Room (1943)
- Dr. Sam: Johnson and Prince Charlie’s Ruby (1944)
- Dr. Sam: Johnson and Monboddo’s Ape Boy (1945)
- The Wax-Work Cadaver (1945)
- The Stolen Christmas Box (1946)
- The Flying Highwayman (1946)
- The Missing Shakespeare Manuscript (1947)
- The Black Stone of Dr. Dee (1948)
- The Tontine Curse (1948)
- The Frantick Rebel (1948)
- The Viotti Stradivarius (1950)
- The First Locked Room (1950), aussi réédité sous le titre Murder Lock’d In en 1980
- The Triple-Lock’d Room (1952)
- Coronation Story (1953) Publié en français sous le titre L'Aventure du couronnement, Paris, Éditions OPTA, Mystère magazine no 92 (septembre 1955)
- The Stroke of Thirteen (1953)
- Saint-Germain the Deathless (1958)
- The Banquo Trap (1959)
- The Resurrection Men (1972)
- The Virtuosi Venus (1973)
- The Westcombe Witch (1973)
- The Blackamoor Unchain’d (1974)
- The Lost Heir (1974)
- The Bedlam Bam (1975)
- The Aerostatick Globe (1976)
- The Spirit of the ’76 (1977)
- Milady Bigamy (1978)
- The Kidnapp’d Earl (1984)
- The Earl’s Nightingale (1989)
- The Highwayman’s Hostage (1990)

#### Autre nouvelle
- The Small Shadow (1992)

### Autre ouvrage
- Villainy Detected (1947)

### Théâtre
- Goodbye, Miss Lizzie Borden (1948)

## Sources
: document utilisé comme source pour la rédaction de cet article.
- Claude Mesplède (dir.), Dictionnaire des littératures policières, vol. 2 : J - Z, Nantes, Joseph K, coll. « Temps noir », 2007, 1086 p. (ISBN 978-2-910-68645-1, OCLC 315873361), p. 892.